# Трубка мира
Трубка мира, калюмет — курительная трубка североамериканских индейцев. Выражение «раскурить трубку мира» означает «заключить мирные соглашения» и происходит от индейского обряда завершения войны, когда враждующие вожди и представители племён садились рядом и пускали её по кругу. Благодаря книгам и кинематографу трубка мира стала одним из культурных символов коренных жителей Северной Америки.

## Общие сведения
Другое часто применяемое название трубки мира — «калумет». Его использовали французские поселенцы в Канаде для описания церемониальных трубок коренных народов региона.
Считалось, что трубка мира была священным предметом не только для данного племени, но и всех окружающих. Головка трубки делалась из священного красного трубочного камня (катлинита), который добывался в каменоломнях обширного плато Кото-де-Прери, на востоке Южной Дакоты, юго-западе Миннесоты и в Айове. Эти каменоломни традиционно оставались нейтральными территориями среди воюющих племён, и люди разных национальностей путешествовали к карьерам за священным трубочным камнем.
Табак, Nicotiana Rustica, использовался главным образом восточными племенами, в то время как западные часто смешивали его с другими травами, корой и иным растительным материалом, приготовляя таким образом курительную смесь, известную как «киникиник» (kinnikinnick).

## Ритуальное использование
Трубка Мира — устоявшееся, но неверное название для калуметов и других индейских церемониальных трубок, и, по сути, отражает смысл лишь одного типа трубок и одного из ритуалов, где они использовались. В множестве северо-американских коренных культур существовали многочисленные виды ритуальных трубок, стили их изготовления, смеси для курения, да и сами церемонии были уникальными, поскольку относились к исчезнувшим религиям и верованиям тех племён. Существовали трубки для всего: войны и мира, коммерции и торговли, принятия социальных и политических решений.
Во время своего путешествия вниз по реке Миссисипи в 1673 году отец Жак Маркетт задокументировал всеобщее уважение, оказанное «трубке мира» всеми коренными народами, встреченными им на пути, даже теми, кто был в состоянии войны друг с другом. Он утверждал, что появление трубки во время боя смогло бы остановить сражение. Именно по этой причине люди племени Иллинойс дали Маркетту такую трубку в качестве подарка для обеспечения его безопасного путешествия через свои земли.
При использовании в ритуалах дым, согласно верованиям, привлекает внимание Творца и других могущественных духов к молящимся. Традиция племени лакота утверждает, что Женщина Белый Телёнок принесла людям чанунпу (наименование священной трубки на языке сиу), и научила их её символизму и церемониям.
Согласно устной традиции, наглядно подтверждаемой изготовленными до контактов с европейцами трубками, хранящимися в музеях, племенных и частных хранилищах, некоторые церемониальные трубки украшались перьями, мехом, волосами человека и животных, бисером, резьбой и другими предметами, имеющими значение для владельца. А некоторые трубки выглядели очень просто.
Многие трубки принадлежали не одному человеку, а целому врачебному или религиозному сообществу.

## Разнообразие трубок
Ритуальные трубки использовались несколькими племенами северо-американских индейцев, и материалы для их изготовления отличались в зависимости от племени и места. Вот некоторые типы камней и материалов, использовавшихся для изготовления трубок:
Глина — трубки индейцев чероки и чикасо изготавливались из обожжённой глины и речного тростника.
Известняк — договорная трубка манданов.
Красный трубочный камень — катлинит, богатый железом мягкий аргиллит красного оттенка, залегающий между слоями сиукского кварцита. Обычно добывается ниже уровня грунтовых вод, поскольку быстро разрушается под действием ветра и воды. Красный трубочный камень использовался индейцами Вудленда, индейцами Большого Бассейна и индейцами Великих равнин. Камень при этом имеется в Теннесси (к югу от центра штата), Миннесоте (город Пайпстон) и Юте (Дельта, Юинта). Но священный трубочный камень добывался именно в Пайпстоне. Камень из этого месторождения мягче и проще в обработке, чем катлиниты из других мест. Сама каменоломня расположена к северу от города. В наше время добыча камня в этой каменоломне разрешена только коренному населению Америки.
Голубой трубочный камень — ещё один вид катлинита, использовался для изготовления трубок преимущественно племенами Великих равнин. Залежи этого камня находятся в Южной Дакоте. Начало использования голубого трубочного камня совпадает по времени с появлением у индейцев Великих равнин лошадей.
Голубой камень (Bluestone) — твёрдый зелёно-голубой кварцит, добываемый в южных Аппалачах. После обработки он принимает зеленоватый оттенок. Этот камень использовался для изготовления трубок несколькими племенами восточного Вудленда. Чероки, крики и чикасо делали трубки из этой породы. Также найдено несколько древних трубок из голубого камня миссисипской культуры.
Лососевый алебастр — минерал оранжевого цвета. Юты анкомпагре изготавливают ритуальные трубки из этого камня, добываемого в центральном Колорадо.
Зелёный трубочный камень — зелёная с белыми прожилками с медесодержащая мраморная порода, добываемая в Вайоминге и Южной Дакоте. Использовался шошонами, ютами и племенами Великих равнин для создания ритуальных и личных курительных трубок. Из него также вырезали изображения и предметы религиозного характера.
Чёрный трубочный камень (Южная Дакота) — мягкая хрупкая чёрная порода с белыми прожилками, добывался в Южной Дакоте и использовался некоторыми племенами Великих равнин.
Чёрный трубочный камень (Юинта) — чрезвычайно твёрдый чёрный кварцитовый сланец, подвергшийся метаморфному сжатию, добывался в оврагах на юго-востоке гор Юинта в Юте и Колорадо. Этот камень применялся индейцами Большого Бассейна для изготовления палиц и курительных трубок, имеющих хороший блеск после полировки. Отбирались камни, нанесённые водой вниз по оврагам и ручьям, поскольку в таких камнях обычно меньше трещин и дефектов.

## Трубки в искусстве
Широко известны следующие строки из поэмы Генри Уодсворта Лонгфелло «Песнь о Гайавате»:
Смойте краски боевые,

Смойте с пальцев пятна крови;

Закопайте в землю луки,

Трубки сделайте из камня,

Тростников для них нарвите,

Ярко перьями украсьте,

Закурите Трубку Мира

И живите впредь как братья.